# گارودا
گارودا (به انگلیسی: Garuda) (به هندی: गरुड़) پرنده‌ای افسانه‌ای و عظیم است که به شکل پرنده‌ای انسان‌نما و موجودی خیالی در هر دو فرهنگ اساطیری هندویی و بودایی به چشم می‌خورد. گارودا مَرکَب یا در اصطلاح اسطوره‌شناسی هندویی «واهانا» برای ویشنو این ایزد بلندمرتبه است و افزون بر آن به عنوان شهریار پرندگان و پرنده‌ای تندپروازتر از باد، احترام بسیاری نزد هندوان دارد. همچنین گارودا در اخترشناسی سنتی هندویی، نام صورت فلکی عقاب نیز هست. امروزه براهمینی کایت (کورکور سرسفید) و فونیکس (عنقا یا ققنوس) مظهر گارودا در نظر گرفته می‌شوند. اندونزی و تایلند گارودا را به عنوان نماد رسمی ملی خود برگزیده‌اند. در اندونزی گارودا را بیشتر شبیه به عقاب جاوه به تصویر می‌کشند تا «براهمینی کایت» که بسیار کوچکتر است.
معنی نام گارودا را «کلام بالدار» دانسته‌اند که اشاره به این دارد که گفته‌اند هنگام پرواز از بال‌هایش صدای سرود وداها برمی‌خیزد. گاهی نیز معنی لفظی آن را «نابودکننده و کاهنده زهر» شمرده‌اند که به دشمنی او با مارها و نقش او به عنوان حرزی در برابر سم مار اشاره می‌کند.
پدر گارودا، کاشیاپَه (به انگلیسی: Kashyapa) و مادرش ویناتَه (به انگلیسی: Vinata) از دختران دکشَه (به انگلیسی: Daksha) است.

## دربارهٔ گارودا

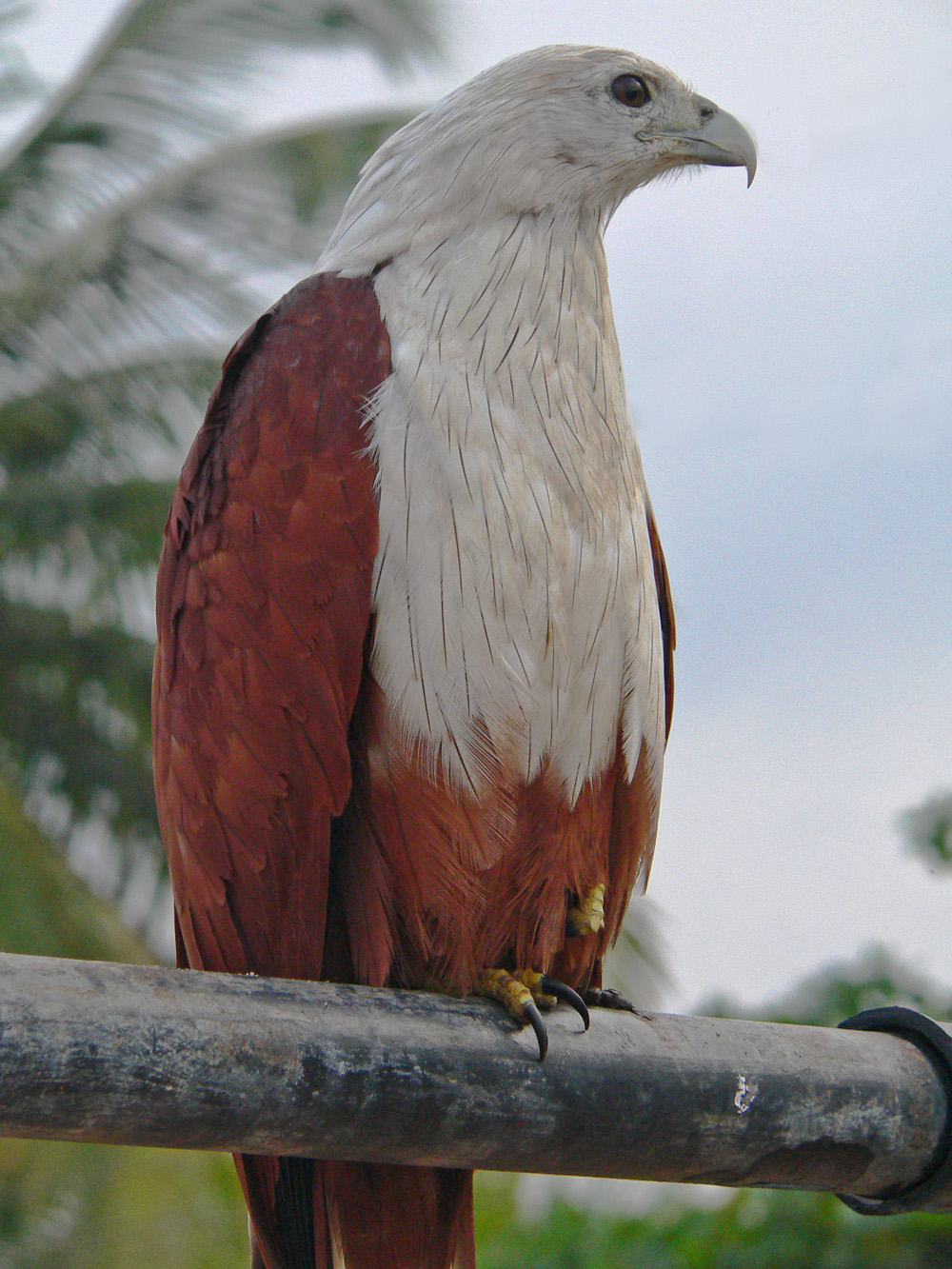
در دوران معاصر براهمینی کایت یا کورکور سرسفید مظهر گارودا در نظر گرفته می‌شود. گارودا ممکن است همچنین به شکل یک عقاب نشان داده شود.

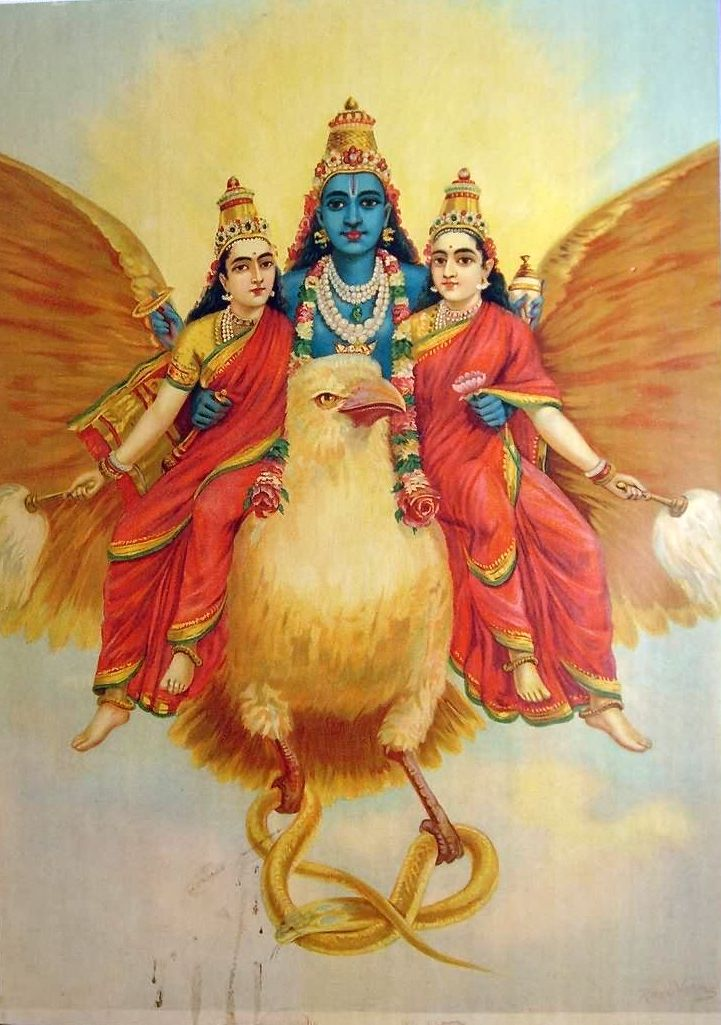
ویشنو سوار گارودا که به شکل یک پرنده کامل به تصویر کشیده اثر رجا راوی وارما

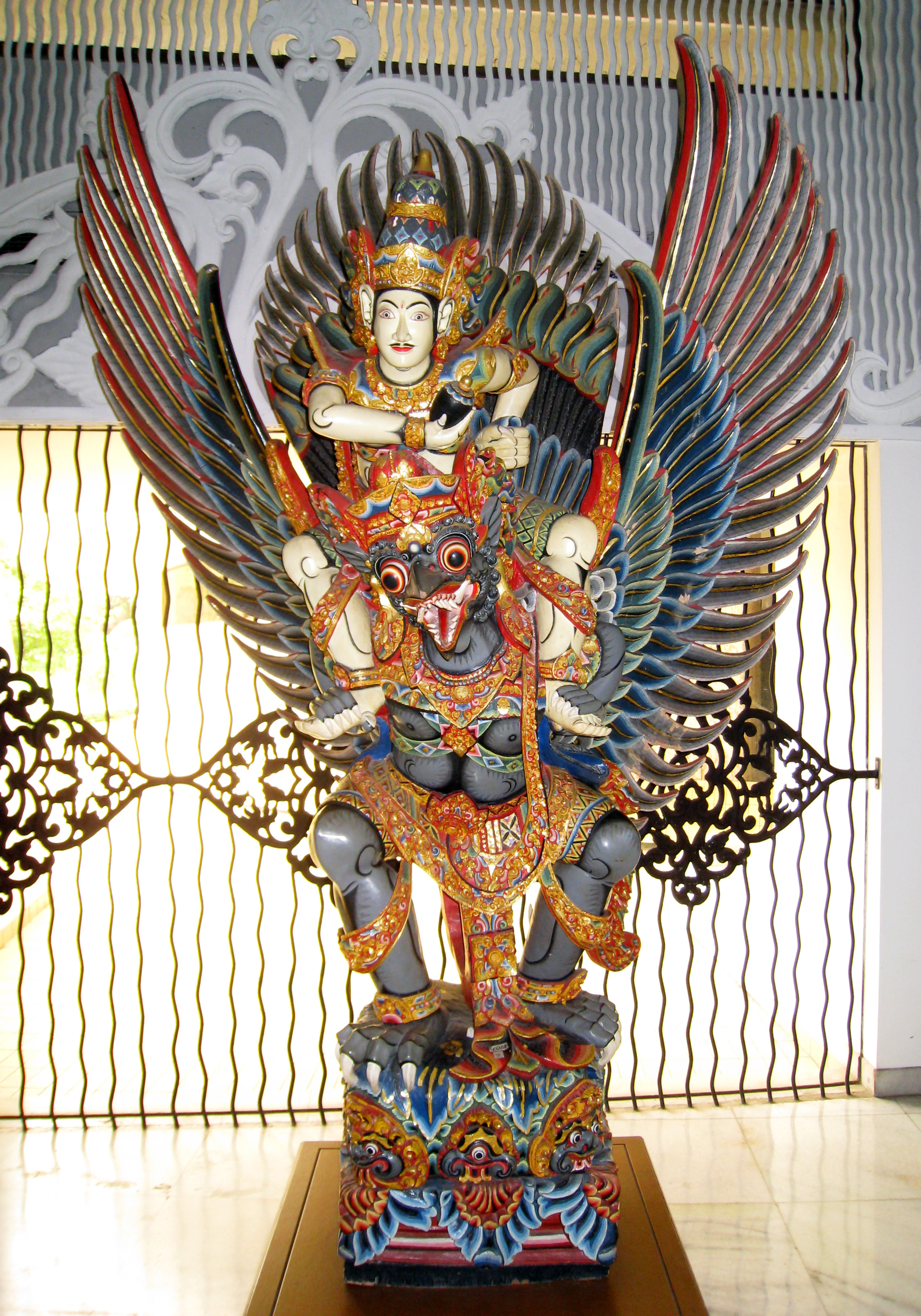
مجسمه چوبی بالیایی ویشنو سوار بر گارودا موزه پورنا پرتیوی باکتی جاکارتا

گارودا در آیین هندو یک الهه است که معمولاً نقش مَرکَب (واهانا) یا سُتورِ ویشنو را داراست. در اسطوره‌شناسی آیین هندو، ویشنو دومین ایزد از ایزدان سه‌گانه است که جنبه نفوذگر و حفاظت‌کننده خداوند را ایفا می‌کند. گارودا به شکل مردی با بدن قوی و زرین فام، با چهره‌ای سفید، بال‌هایی سرخ، نوک عقاب و تاجی بر سر به تصویر کشیده می‌شود. در اسطوره‌ها آمده که این الهه باستانی چنان عظیم و بزرگ است که جلوی آفتاب را می‌گیرد.
گارودا به عنوان دشمن ابدی و قسم خورده ناگا که از نژاد مارهاست شناخته می‌شود. در این اسطوره، ستیزه‌جویی با مار ممکن است به رفتار پرندگانی چون عقاب مارخور پنجه‌کوتاه برگردد که به نحوی انحصاری از مارها تغذیه می‌کنند و در هند نیز یافت می‌شوند. از آنجایی که گارودا، این شهریار پرندگان، دشمن قسم خورده و «بلعنده مار» است تصویر او را که اغلب برای زیبایی یا به عنوان حرز استفاده می‌شود برای محافظت از حمله مار و سم آن به کار می‌برند. گارودی ویدیا، مانترا یا ذکری است در برابر سم مار یا برای دفع هر نوع شر.
گارودا از پدری با نام «کاشیاپه» و مادری به نام «ویناته» با نفرت بسیار از اهریمنان و شر زاده شد. او دشمن بزرگ مردمان بدکار است؛ پدر و مادرش او را از کشتن برهمنان منع کردند. همچنین گارودا از مارها بسیار نفرت دارد. او این ویژگی را از مادرش به ارث برده‌است. می‌گویند ویناته با سوگلی شوهرش، کِدرو، مادر ماران و اژدرماران، همیشه در ستیز بود.
در وداها، قدیمی‌ترین مستندات مکتوب هند، احتمالاً ۱۲۰۰ پیش از میلاد، در اینباره آمده‌است که دو هوو، کِدرو و ویناته دربارهٔ کره اقیانوس اختلاف نظر داشتند؛ این دو سرانجام شرط می‌بندند که هرکه در اشتباه بود برده دیگری شود. کدرو ثابت می‌کند که حق با اوست و بدین ترتیب ویناته را در سرزمین‌های زیرین و جائی که در محاصره ماران بود زندانی می‌سازد. گارودا به نجات مادر برمی‌خیزد و مارهای پاسدار زندان ویناته، به آن شرط حاضر به آزاد کردن ویناته می‌گردند که گارودا به آنان جامی پر از نوشابه خدایان یا آب جاودانگی (اَمریت) رشوه دهد. پس گارودا عازم کوهی آسمانی می‌شود که جایگاه نگهداری امریت بود و با شعله‌های آتش پاسداری می‌شد. گارودا با تنی زرین و به درخشندگی خورشید به رودها یورش برد و آب بسیاری از رودها را نوشید و بر آتش فروریخت و به این ترتیب نخستین حصار را از میان برداشت. دومین مانع، چرخی گردان بود با پره‌هایی تیز و درخشان به برّائی تیغ؛ گارودا تن عظیم‌الجثه خود را چندان کوچک کرد که از میان پره‌ها بتواند عبور کند. سپس گارودا بر سومین سدی که از دو اژدرمار تشکیل شده و از کامشان آتش می‌بارید غلبه کرد. او با پاشیدن خاک بر چشم اژدرمارها، ایشان را کور و جام اَمریت را به چنگ آورد. گارودا چرخ گردنده را شکست و با جام امریت خود را به سرزمین‌های زیرین رساند. خدایان او را دنبال کردند و ایندرا با گرز صاعقه آفرین خود به گارودا حمله‌ور شد. گرز ایندرا شکست و گارودا بی‌آنکه آسیبی ببیند خود را به اژدرمارانی رساند که پاسدار زندان ویناته بودند. جام را به ایشان داد و به این ترتیب مادرش را از بند رهانید. با اینحال در آن دم که ماران و اژدرماران خواستند جام امریت را بنوشند ایندرا جام را از کف آنان ربود ولی اندکی از امریت بر علف‌هایی که در آنجا رسته بود ریخت. مارها قطره‌های فروریختهٔ امریت بر علف‌ها را لیسیدند و نوشیدن همین چند قطره امریت سبب شد که ماران نامیرا شوند اما زبان آنان بر اثر نوشیدن امریت برید و دو شاخه شد و از آن روزگار تا به حال زبان مارها اینچنین باقی‌مانده‌است. از آن روز به بعد، گارودا متحد خدایان و مرکب مورد اعتماد ویشنو، و همچنین دشمن ابدی و پرکینه مارها شد که در هر فرصتی بر آن‌ها هجوم برده و ایشان را شکار می‌کند.
می‌گویند هرچند برخی از ناگاها به چند قطره اَمریت دست یافتند اما بدان سبب که اَمریت را طی مراسم خاص آن ننوشیدند نتوانستند چندان نیرومند گردند که با خدایان به ستیز برخیزند و از آن روز اهریمنان به امید دست یافتن به قطره‌ای از اَمریت به نظارت مراسم قربانی می‌پردازند تا شاید در ضمن مراسم قطره‌ای از این آب زندگانی از جام خدایان فرو چکد و نسیب آنان شود.
در روایتی دیگر آب زندگانی (امریت یا سومه) همان ماه است و مارها برای خلاصی ویناته، ماه را از گارودا به رشوه می‌خواهند. گارودا در این روایت به آوردن ماه می‌رود و در سفر طولانی و دورپرواز خود خسته و گرسنه می‌شود. گارودا به هنگام گذشتن از کنار ستاره قطبی که مأوای پدرش کاشیاپَه است نزد پدر می‌رود و از پدرش چیزی برای خوردن طلب می‌کند. کاشیاپَه فرزند را به کناره دریاچه‌ای می‌فرستد که در آنجا لاک‌پشت و فیلی عظیم در حال نبرد بودند: لاک‌پشتی به طول دویست و پنجاه متر و فیلی به قامت پانصد متر. گارودا فیل و لاک‌پشت را به چنگال می‌گیرد و آنان را بر فراز درختی به بلندی هزار و دویست و هشتاد متر می‌نهد. درخت تاب نمی‌آورد و بیم آن می‌رود که بشکند و برهمنی هلاک شود. از آنجا که پدر و مادر، گارودا را از کشتن برهمنان برحذر داشته بودند؛ گارودا بار دیگر فیل و لاک‌پشت را به چنگال گرفته و به قله کوهی عظیم فرود می‌آید و آنان را فرو می‌بلعد. گارودا پرواز می‌کند و خود را به ماه می‌رساند؛ ماه را ربوده و آن را در زیر بال خود نهان و عازم سرزمین‌های زیرین می‌شود. خدایان گارودا را دنبال می‌کنند و وقتی نمی‌توانند او را شکست دهند و ماه را از او بگیرند به ناچار به او جاودانگی عنایت می‌کنند و او را مَرکب ویشنو می‌سازند. از آن روزگار، گارودا مرکب ویشنو می‌شود و هر آن گاه که ویشنو بر ارابه بنشیند با پرچمی بر فراز گردونه او به پرواز درمی‌آید.
گارودا همچنین نقش مهمی در داستان اَوَتار کریشنا ایفا می‌کند که در آن کریشنا و ساتیمابا (به انگلیسی: Satyabhama) سوار بر گارودا رهسپار کشتن نارکاسورا (به انگلیسی: Narakasura) می‌شوند. در جایی دیگر، یکی دیگر از ایزدان آیین هندو بنام هاری (به انگلیسی: Hari) که از خدایان اولیه در آیین هندو است سوار بر گارودا برای نجات فیل جانباز گاجندرا (به انگلیسی: Gajendra) می‌شتابد. گفته شده‌است که هنگام پرواز بال‌های گارودا سرود وداها را سر می‌دهد.
با توجه به شکل دست و پنجه گارودا، در زبان تامیلی او را به نام «کای ینهی پرومال» (به انگلیسی: Kai Yendhi Perumal) نیز می‌نامند.

## در منابع فارسی
در متون ترجمه شدهٔ فارسی واژه گارودا به شکل‌های مختلفی نوشته شده‌است. مانند: گارودا، گارودها گرود گرودا و همچنین به‌نام گروتمان که در ریگ ودا، در ستایش ویشودوا، دیده می‌شود.

## در آیین هندو

### تولد و اعمال در مهابهاراتا
داستان تولد و اعمال گارودا در کتاب نخست حماسه منظوم مهاباراتا آمده‌است. با توجه به این حماسه، زمانی که گارودا برای اولین بار سر از تخم بیرون نهاد همچون شرری از دوزخ ظاهر شد که برابر با آتش کیهانی بود که گیتی در یک سال نیاز دارد. خدایان وحشت‌زده از او طلب رحمت کردند و گارودا در پاسخ به درخواست ایشان از اندازه و انرژی خود کاست. وقتی گارودا از تخم ویناته سر برآورد چندان رخشان بود که او را به جای اَگنی نیایش می‌کردند.

### فرزندان
بنابر متن منظومه مهاباراتا، گارودا از کسانی که از رقابت پرندگان فرود آمده بودند شش پسر داشت: سوموکا (به انگلیسی: Sumukha)، سوورنا (به انگلیسی: Suvarna)، سوبلا (به انگلیسی: Subala)، سوناما (به انگلیسی: Sunaama)، سونِترا (به انگلیسی: Sunethra) و سووارچاس (به انگلیسی: Suvarchas). اعضای این مسابقه در رابطه‌شان با مارها بی‌شفقت، استوار و پرقدرت بودند. ویشنو حامی ایشان بود.

### نقش نمادین
در سراسر مهاباراتا، از گارودا به عنوان یک نماد تند و تیز و نیرویی خشن، پرسرعت و همچنین دارای قابلیت‌های رزمی یاد شده‌است. رزمندگان سریع، پرقدرت و پیشرو در شکست دشمنان به گارودا مانند شده‌اند که به یک مار صدمه می‌زند و رزمندگان شکست‌خورده به مارهای مجروح از حمله گارودا تشبیه شده‌اند. سردار اسطوره‌ای به نام درنا (به انگلیسی: Drona) از نوعی تشکل نظامی استفاده می‌کند که آن را «پس از گارودا» نام می‌نهد و کریشنا حتی حامل تصویر گارودا در بیرق خود است.

## در آیین بودایی

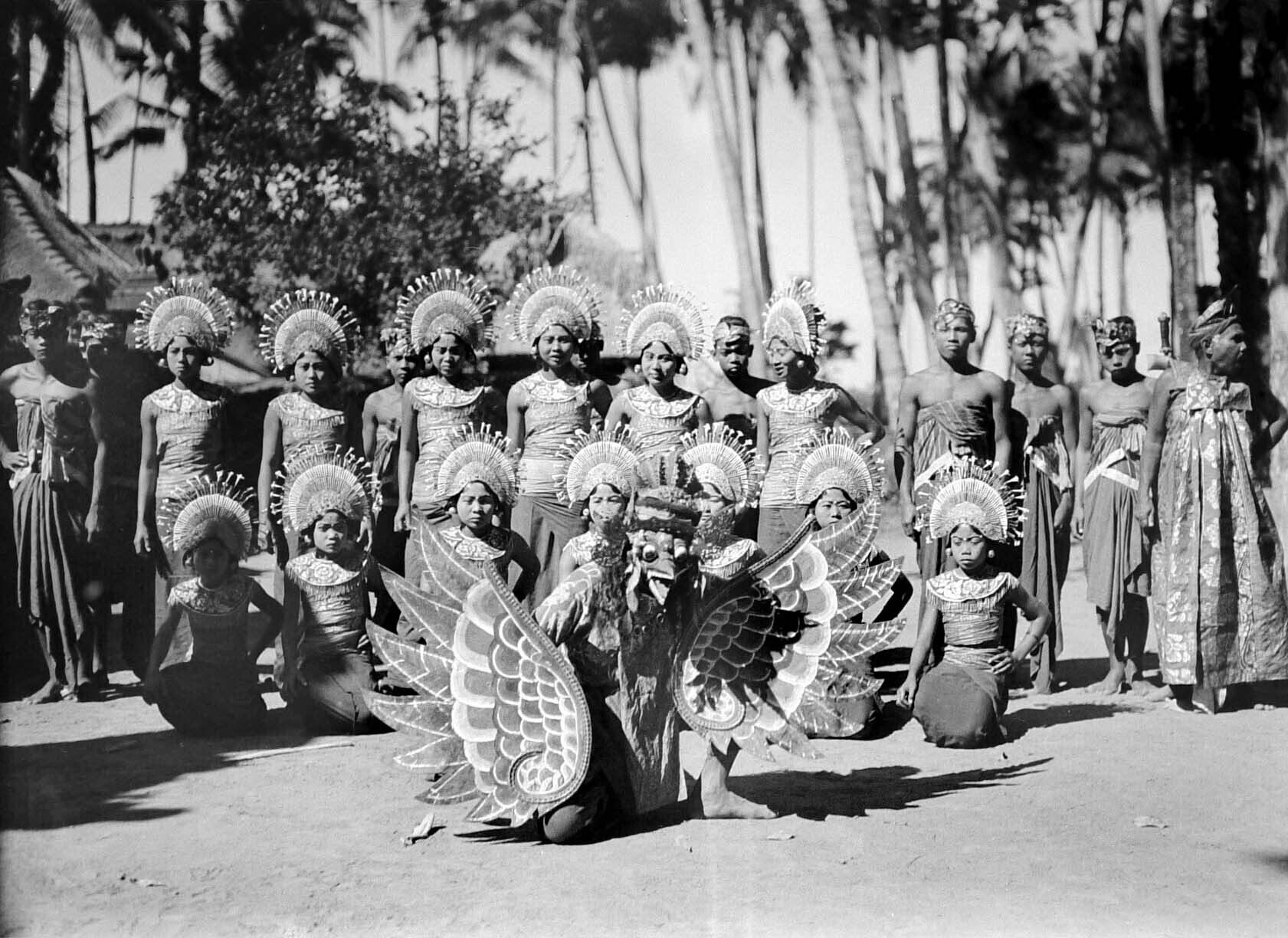
رقصندگان بالیایی از جمله یک مرد در لباس گارودا (۱۹۳۵)

در اساطیر بودایی، گارودا (به پالی: garuḷā) پرنده ایست عظیم، درنده، باهوش و سازمان دهنده. نام دیگر گارودا سوپرانا (به پالی: supaṇṇa) است، به معنی «دارنده بال‌های خوب». مانند ناگا، از ترکیب ویژگی‌های حیوانات و موجودات الهی برخوردار است و ممکن است جزو ایزدان یا الهه‌هایی با پایین‌ترین مرتبت در نظر گرفته شود.

## نماد فرهنگی و ملی
در هند، اندونزی و بقیه آسیای جنوب شرقی گارودا نماد پرنده افسانه‌ای عظیم‌الجثهٔ عقاب مانندی است که ویژگی‌های هر دو فرهنگ اساطیری هندو و بودایی را به عنوان مَرکب برگزیده خدای ویشنو دارا است.
گارودا نشان ملی کشورهای تایلند و اندونزی است. در تایلند این نماد به عنوان سمبل خاندان سلطنتی نیز بکار می‌رفته‌است. همچنین در مغولستان گارودا که به نام «خان گارودا» یا «خانگارید» (به انگلیسی: Khangarid) (به مغولی: Хангарьд) هم نامیده می‌شود نماد شهر اولان باتور پایتخت و بزرگ‌ترین شهر این کشور است؛ در هند از گارودا بیشتر به عنوان یک نقش مایه رزمی استفاده می‌شود.
در تایلند به‌طور سنتی گارودا بیشتر به شکل پرنده انسان‌نمای افسانه‌ای ارائه می‌شود در حالی که در اندونزی به شکل جنگجویی با صفاتی همانند یک پرنده‌ای واقعی شبیه به شاهین-عقاب جاوان ترسیم می‌شود.
بسیاری از نهادها و شرکت‌های تجاری و فرهنگی در آسیای جنوب شرقی و شبه‌قاره هند مانند شرکت هواپیمایی اندونزی گارودا ایندونزیا، نقشی از گارودا را به عنوان نشان تجاری خود انتخاب کرده‌اند.

گارودا به عنوان نماد ملی اندونزی
گارودا به عنوان نماد ملی تایلند
گارودا یا خانگاردی (Khangardi) به عنوان نماد اولان باتور، مغولستان

## گارودا و سیمرغ

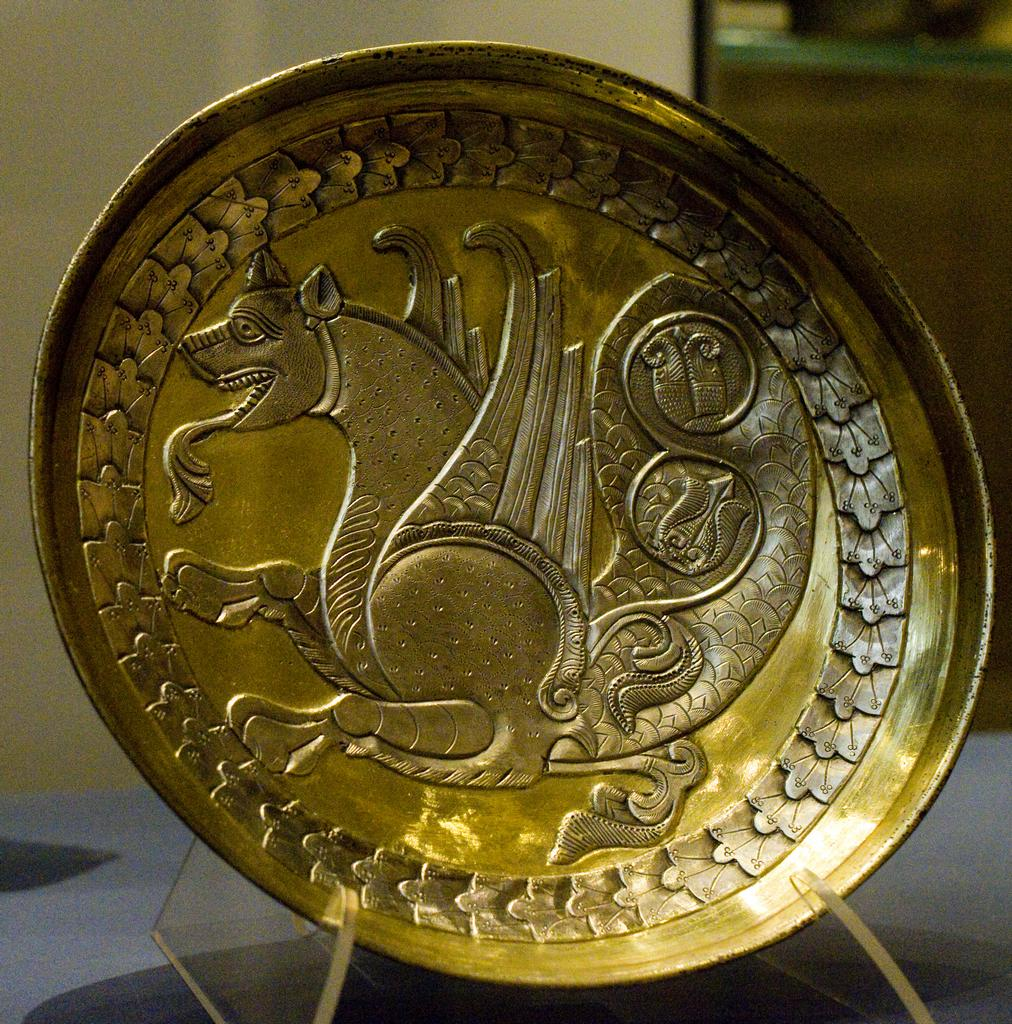
نقش سیمرغ مربوط به دوره ساسانی

با توجه به منابعی چون شاهنامه فردوسی، اوستا، بندهش و مقایسه آن با منابع هندویی و بودایی ارتباط غیرقابل انکاری بین گارودا و پرندگان افسانه‌ای و اساطیری همچون سیمرغ، عنقا، چمروش، هما و کومک دیده می‌شود. برخی از پژوهشگران معتقدند اصل این مرغان اساطیری را باید در اساطیر آریاییان هندی، همچون افسانه گارودا سراغ گرفت. بی‌تردید ریشه‌های مشترک آریایی و همچنین تبادل‌های فرهنگی مکرر، مداوم و دیرپای این دو فرهنگ همسایه در هم‌آهنگ شدن این دو اسطوره بی‌تاثیر نبوده‌است.
سابقهٔ حضور سیمرغ اساطیری در فرهنگ ایرانی به پیش از اسلام می‌رسد، از آنچه در اوستا و آثار پهلوی یا به‌طور کلی از فرهنگ پیش از اسلام بر می‌آید می‌توان دریافت که این مرغ، مرغی فراخ‌بال است که بر درختی درمان بخش به نام ویسپوبیش یا هرویسپ تخمک آشیان دارد که در بر دارندهٔ تخمهٔ همه گیاهان است. در اوستا اشاره شده که این درخت در دریای ونورکش یا دریای فراخ‌کرت قرار دارد.
اساطیر ایران و هند اشتراکات فراوانی دارند. مطالعه تطبیقی اسطوره سیمرغ در شاهنامه و شخصیت و اسطوره گارودا، ناشناخته‌های بسیاری را برای اسطوره شناسان آشکار می‌کند.

### نقش فرّهی

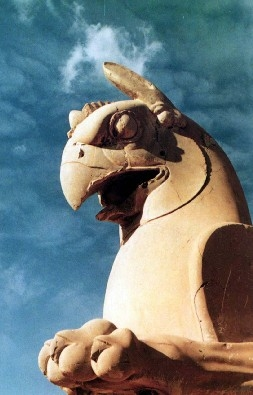
سرستون هما یا شیردال در تخت جمشید، دوره هخامنشی

مجسمه عقاب یافت شده در جیرفت احتمالاً متعلق به تمدن مردمان آراتتا

سیمرغ نماد و سمبل ظاهری قدرت بیکران است که در داستان زال حمایت خود را از انسان نشان می‌دهد و قدرت و توان بی‌نظیر خود را جلوه‌گر می‌سازد. سیمرغ نمادی از ذات خداوند و دارای شخصیت و موجودیتی شکست‌ناپذیر و نامیرا است.
نقش گارودا و سیمرغ هر دو به عنوان مرغ بهشتی مورد توجه بوده‌است. عطار سیمرغ را مظهر بهشت پرستان می‌داند او مشتاق بازگشت به بهشتی است که آدم به گناه همدستی با مار از آنجا رانده شد.
سیمرغ و گارودا در عرفان اسلامی و هندی هر دو به عنوان موجودی کامـل که از دیده‌ها پوشیده‌است و وجود ناپیدا و بی‌نشان دارد، بکار می‌رود. هر دو حیوان را بر روی زمین و آب و در آسمان می‌بینیم، هر دو نماد خورشید در زمین و آسمان هستند؛ بنابراین دو جنبه متضاد روان آدمی، یعنی زمینی و آسمانی بودن همچنین، نماد دانش و هوش هستند. هر دو به خدایی می‌مانند که از همه چیز آگاه است، سیمرغ سه بار شاهد ویرانی دنیا بوده و از تمام علوم دوران آگاهی دارد؛ از این رو نماینده خدای خدایان است.
سیمرغ شخصیتی منحصر به فرد و بی‌همتا است که بر شکل‌گیری مرغان اساطیری دیگر تأثیری شگرف گذاشته‌است. سیمرغ و گارودا هر دو به گونه‌ای مقدس و مثبت قلمداد می‌شدند و صعود به عالم بالا را نشان می‌دادند و نماینده ایزدان و خدایان، فرّه و تاییدات الاهی و انوار راهنمایی سالکان هستند. پَر و حتی سایه آنان باعث دوری دیوها و شر و دفع آسیب می‌گشت. هر دو موجود افسانه‌ای به عنوان نماد الوهیت، انسان کامـل، جاودانگی و ذات واحد مطلق در عرفان اسلامی و هندی شناخته شده‌اند.
در اساطیر هند و ایران این دو به صورت صاعقه و طوفان تجلی یافته‌اند که با باران ارتباط دارند و در اساطیر ایرانی و هندی به عنوان پیک خورشید معرفی شده‌اند.

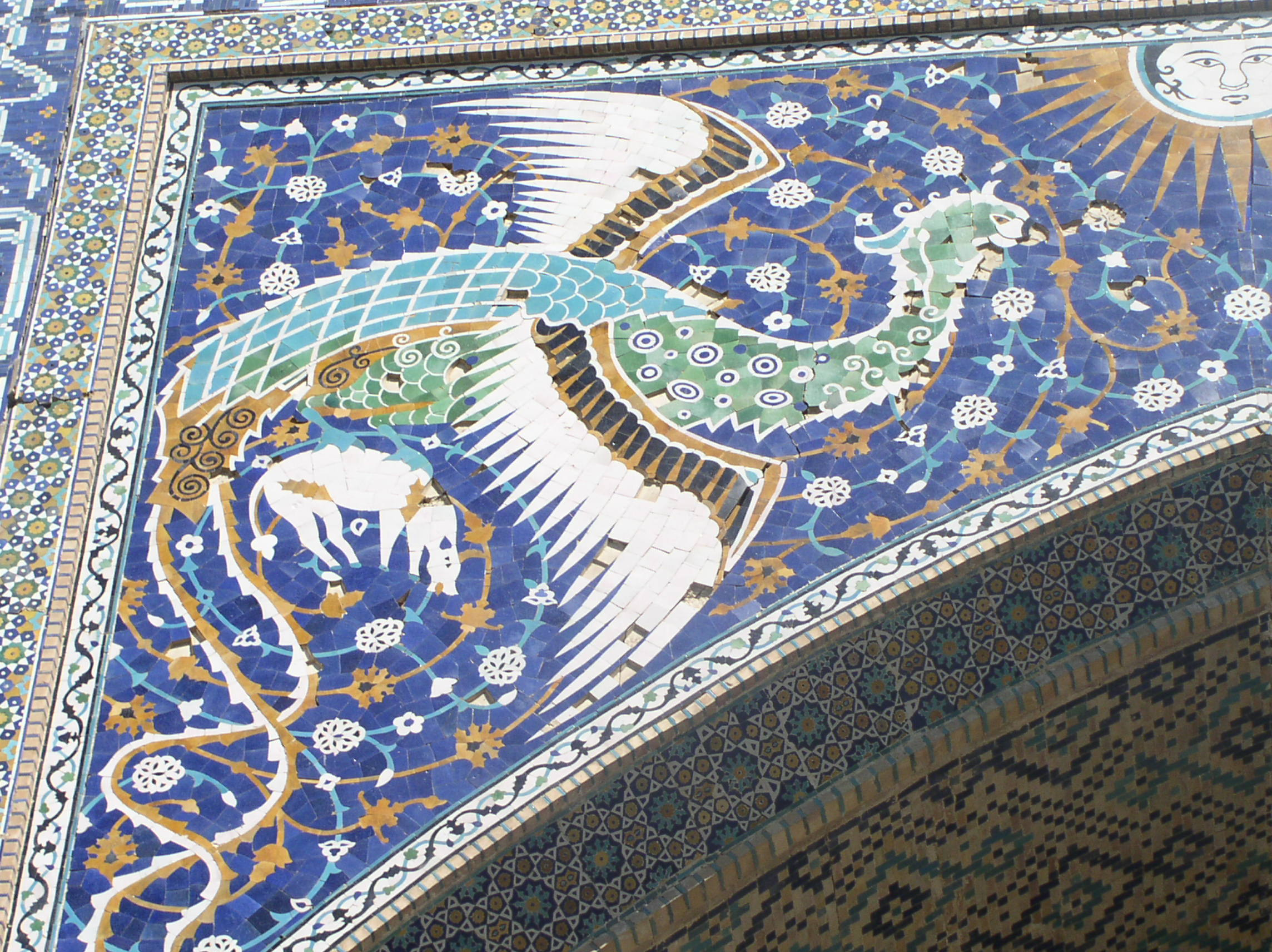
سیمرغ چنان عظیم است که چهارپای بزرگی را در چنگال گرفته و به سمت خورشید می‌رود، کاشیکاری معرق در تزیینات خارجی ایوان مدرسه نادر دیوان بیگی، بخارا، ازبکستان

### عظمت افسانه‌ای
سیمرغ و گارودا هر دو پرندگانی بزرگ، با عظمتی خارق‌العاده و موجوداتی افسانه‌ای و شگفت‌آورند. پرهای گسترده گارودا به ابری فراخ می‌ماند که از آب کوهساران لبریز است. در پرواز خود پهنای کوه را فرا می‌گیرد. از هر طرف چهار بال با رنگ‌های نیکو دارد. منقارش چون عقاب، کلفت و صورتش چون چهره آدمیان است. فیل را به آسانی شکار می‌کند و از این رو به «شهریار مرغان» شهرت یافته‌است. سیمرغ نیز به ویژه در روایت عطار «پادشاه مرغان» نامیده می‌شود.

### سرپرستی و تربیت
سیمرغ همانند بچه‌های خود، از زال سرپرستی می‌کند و در دوره‌ای مسؤولیت بزرگ کردن زال را بر عهده می‌گیرد. عمل‌کرد نمادین گارودا در این مورد نیز مشابه نماد سیمرغ ایرانی است. گارودا از لاکشمی همسر ویشنو محافظت و جهت آسایش او تلاش می‌کند و همسر ویشنو را به همراه خود در فراز آسمان به پرواز درمی‌آورد.
| سیمرغ و گارودا                                                                                             |  | در مینیاتورهای ایران و هند                                                                |
| زال سوار بر سیمرغ، تصویری از شاهنامه، مکتب تبریز، دورهٔ ایلخانی، حدود ۱۳۷۰ میلادی، موزهٔ توپقاپی سرای، ترکیه |  | ویشنو و لاکشمی سوار بر گارودا نقاشی از راجستان، بوندی، حدود ۱۷۳۰ میلادی، موزه هنر لس‌آنجلس |

### مَرکب
سیمرغ و گارودا هر دو در افسانه‌ها و اسطوره‌های ایران و هند عهد باستان مرکوب ایزدان و نیروهای نیک افسانه‌ای در مبارزه با نیروهای اهریمنی بوده‌اند. این جانوران افسانه‌ای تیزپرواز به سرعت راکب خود را به مکان‌های دور می‌برند. زال سوار بر سیمرغ و ویشنو و همسرش لاکشمی سوار بر گارودا از صحنه‌های آشنای مینیاتورهای قدیمی در ایران و هند هستند که از این افسانه‌ها برداشت شده‌اند.

### ستیز با مار
گارودا و سیمرغ هر دو دشمنی دیرینه با مار دارند و نابودکننده مار یا اژدها به‌شمار می‌روند. یکی از مضامین قدیمی روایات ایرانی، جنگ افسانه‌ای یا مقدس سیمرغ با اژدها یا مار و یاری خواستن او از پهلوانی برای دفع شر آن است. معمولاً داستان با دادن تحفه‌ای از طرف پرنده به پهلوانی که جان او یا جوجه‌هایش را نجات داده تمام می‌شود.
فرق سیمرغ با گارودا در این مورد است که پهلوانی یا خدایی به کمک گارودا در جنگ با مارها نمی‌آید. یاری خواستن سیمرغ از پهلوانی در جنگ با اژدها یا مار، برای دفع شر بود. در شاهنامه هیچ ماری نابود نمی‌شود و این نکته در سام نامه است. در نوروزنامه ماری که بر دور گردن همایی پیچیده با تیر پادشاهی زاده هرات کشته می‌شود و همای نجات یافته، برای منجی خود، به رسم تحفه دانه انگور را که تا آن زمان برای آدمیان ناشناخته بوده را می‌آورد که نشانه چهار فصل است.

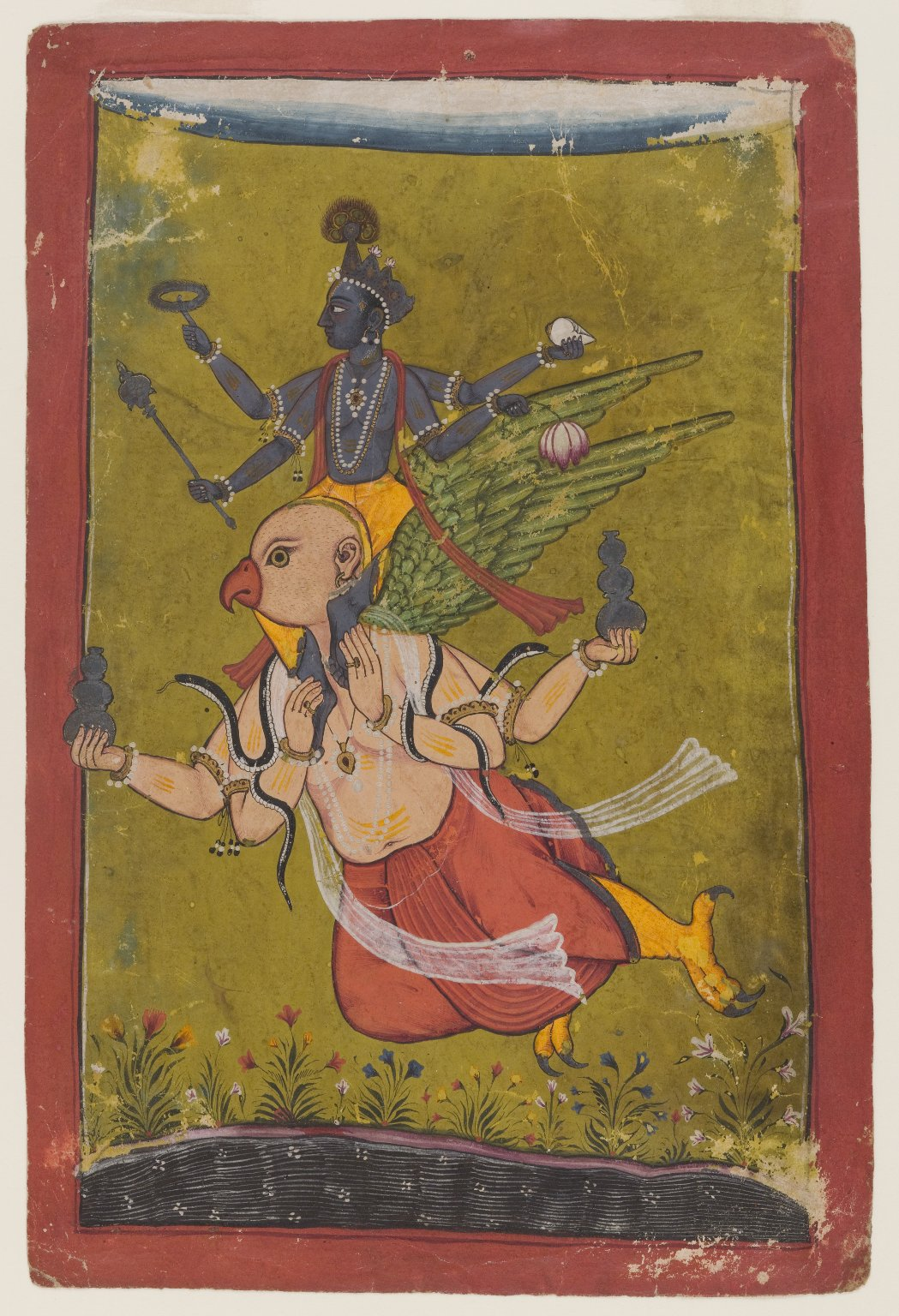
هبوط ویشنو از آسمان سوار بر گارودا که چهار بازو در این تصویر دارد. دوتا از آن‌ها ظرف‌هایی را نگه داشته‌اند که احتمالاً حاوی آب زندگانی یا اَمریت است.

### آب حیات و شفابخشی
در اساطیر هند، گارودا آورنده آب زندگانی و نوشابه مقدسی است به نام «اَمریت» یا «سومه» که نوشابه‌ای سکرآور است و دردها را شفا می‌دهد و در شاهنامه در نبرد رستم و اسفندیار سیمرغ تمام دردها و جراحت‌های رخش و رستم را مداوا نمود.
سیمرغ و گارودا هر دو پزشکانی خبره هستند و در این زمینه خرد و دانشی شگرف دارند.
سیمرغ در علاج زخم‌ها و جراحی و زایمان ماهر است. او با هدیه دادن استخوان یا پری از خود به عنوان تحفه باعث می‌شود که هیچ مرد دلیری نتواند دارنده آن را براندازد و آن پر همواره او را نزد کسان گرامی می‌دارد؛ مانند دادن پر سیمرغ به زال:
| بر آتش بر افکن یکی پرّ من |  | که بینی هم اندر زمان فرّ من |

سیمرغ در شاهنامه پزشکی ماهر است اول بار به هنگام زاده شدن رستم پسر زال، آن گاه که رودابه از درد حمل از هوش رفته‌است و همه از چاره درمانده‌اند، زال پر سیمرغ را به آتش می‌افکند و سیمرغ حاضر می‌شود و با راهنمایی او تهیگاه رودابه را می‌شکافد و رستم به دنیا می‌آید. دگر بار زمانی است که رستم در مرحله اول جنگ از اسفندیار شکست می‌خورد و مجروح و افکار به خانه بر می‌گردد؛ زال برای بار دوم پر سیمرغ را در آتش می‌نهد و سیمرغ حاضر می‌شود و پیکان‌های اسفندیار را از تن رستم و رخش بیرون می‌کشد و پر بر زخم‌های آنان می‌کشد، چنان‌که هر دو بهبود می‌یابند.
| نگه کرد مرغ اندران خستگی    |  | بدید اندرو راه پیوستگی        |
| ازو چار پیکان به بیرون کشید |  | به منقار از ان خستگی خون کشید |
| یکی پر من تر بگردان به شیر  |  | بمال اندران خستگیهای تیر      |

در هند، جنبه مارکشی طاووس باعث رواج این باور شده که زرداب و خون طاووس پادزهر است. اگر پرش را بسوزانند، دشمنی و کینه دور می‌شود و دودِ حاصل از سوختن پرهایش، می‌تواند او را در هر نقطه از جهان که باشد به سوی خود فرا خواند. افزون بر پادزهر طاووس، معتقدند که بخش‌های مختلف بدن گارودا، انواع بیماری‌ها و ناتوانی‌ها را شفا می‌بخشد و از بیماری سل، انواع فلج، تنگی نفس، زکام و سردرد گرفته تا نازایی نافذ است.

### صورت فلکی
در اخترشناسی هندی صورت فلکی عقاب را گارودا می‌دانند. سیمرغ را نیز در فرهنگ ایرانی یکی از صورت‌های فلکی دانسته‌اند که آن را نماد برکت، باران و آب و حاصلخیزی می‌دانند

## نگارخانه

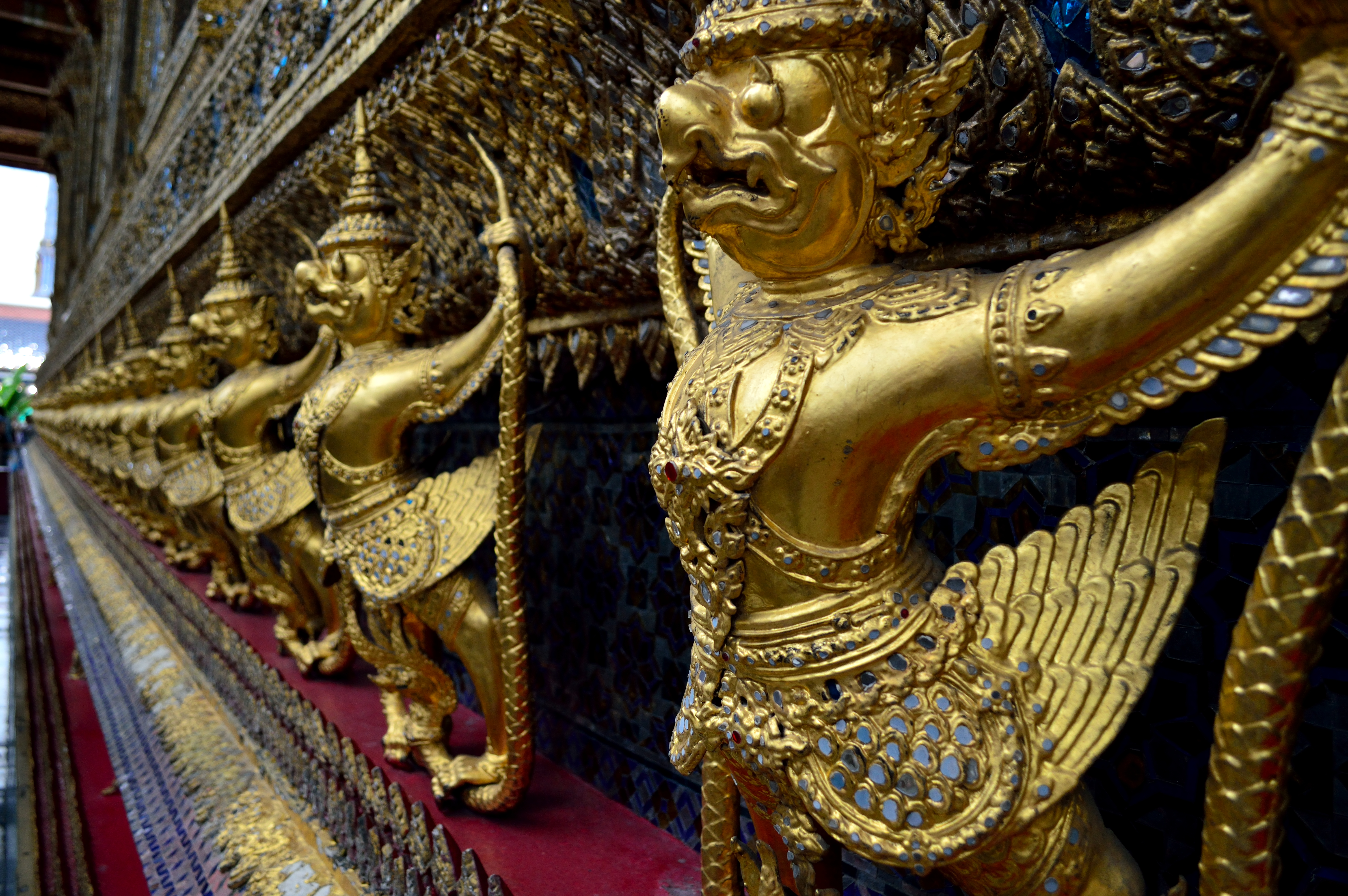
مجسمه نبرد کورت ناگا اثر یک تایلندی بودایی اقتباس از گارودا، معبد پارا کایو، بانکوک
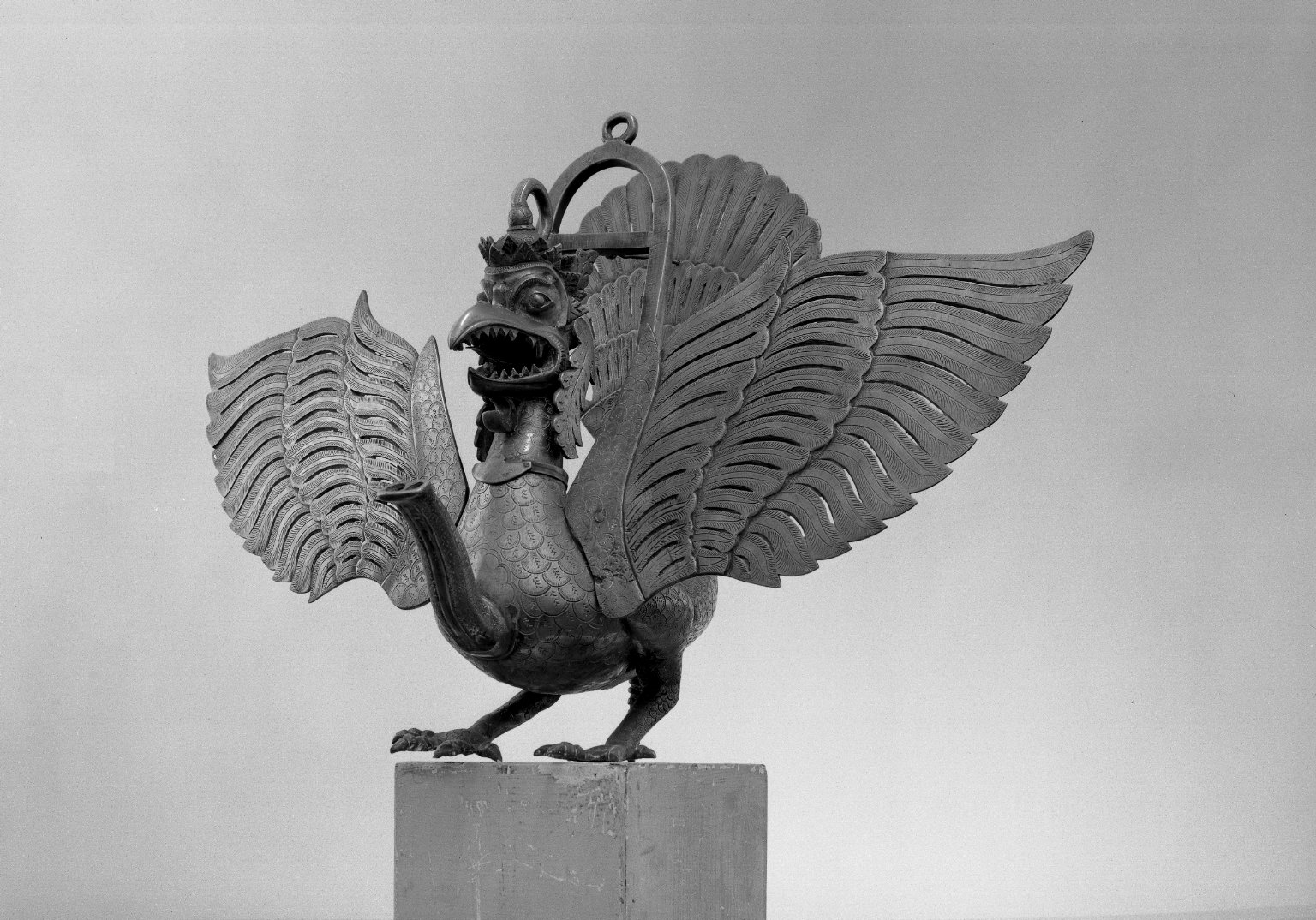
چراغی در قالب گارودا پرنده افسانه‌ای قرن ۱۹. موزه بروکلین
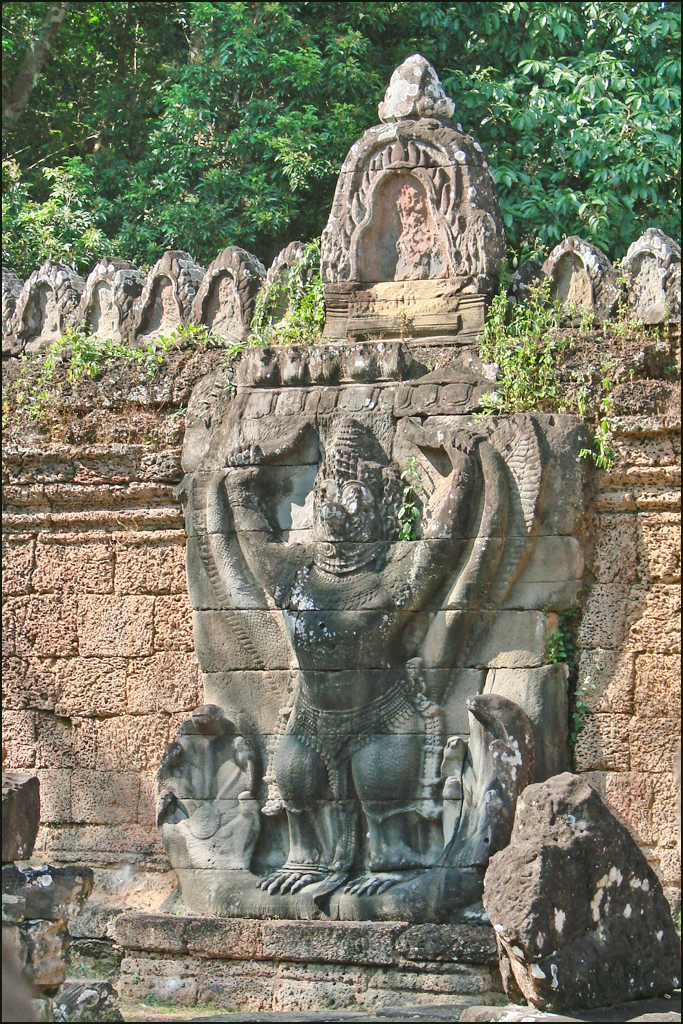
گارودا در پرا خان، انگکور، کامبوج
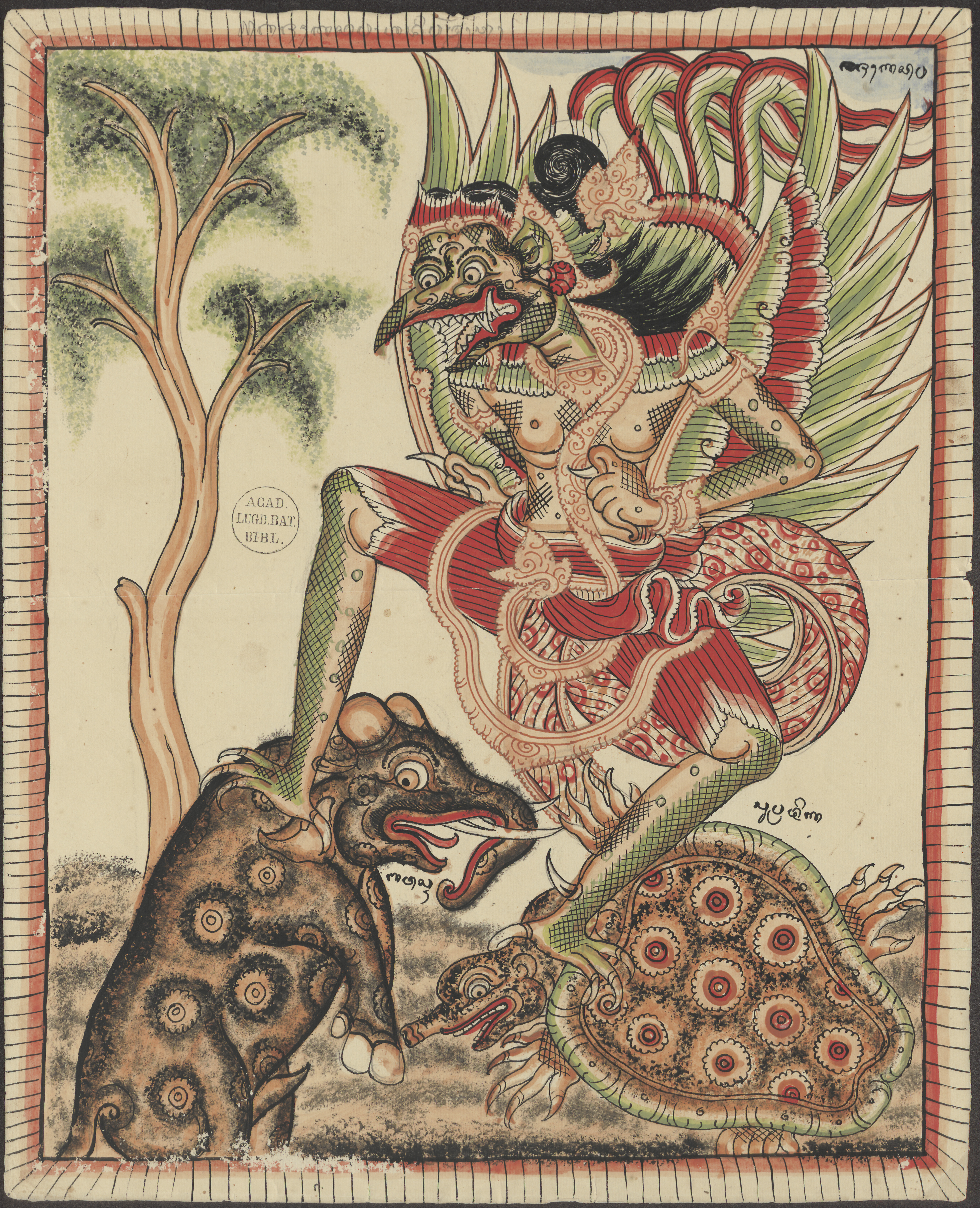
گارودا با ایدا، قرن ۱۹ بالی
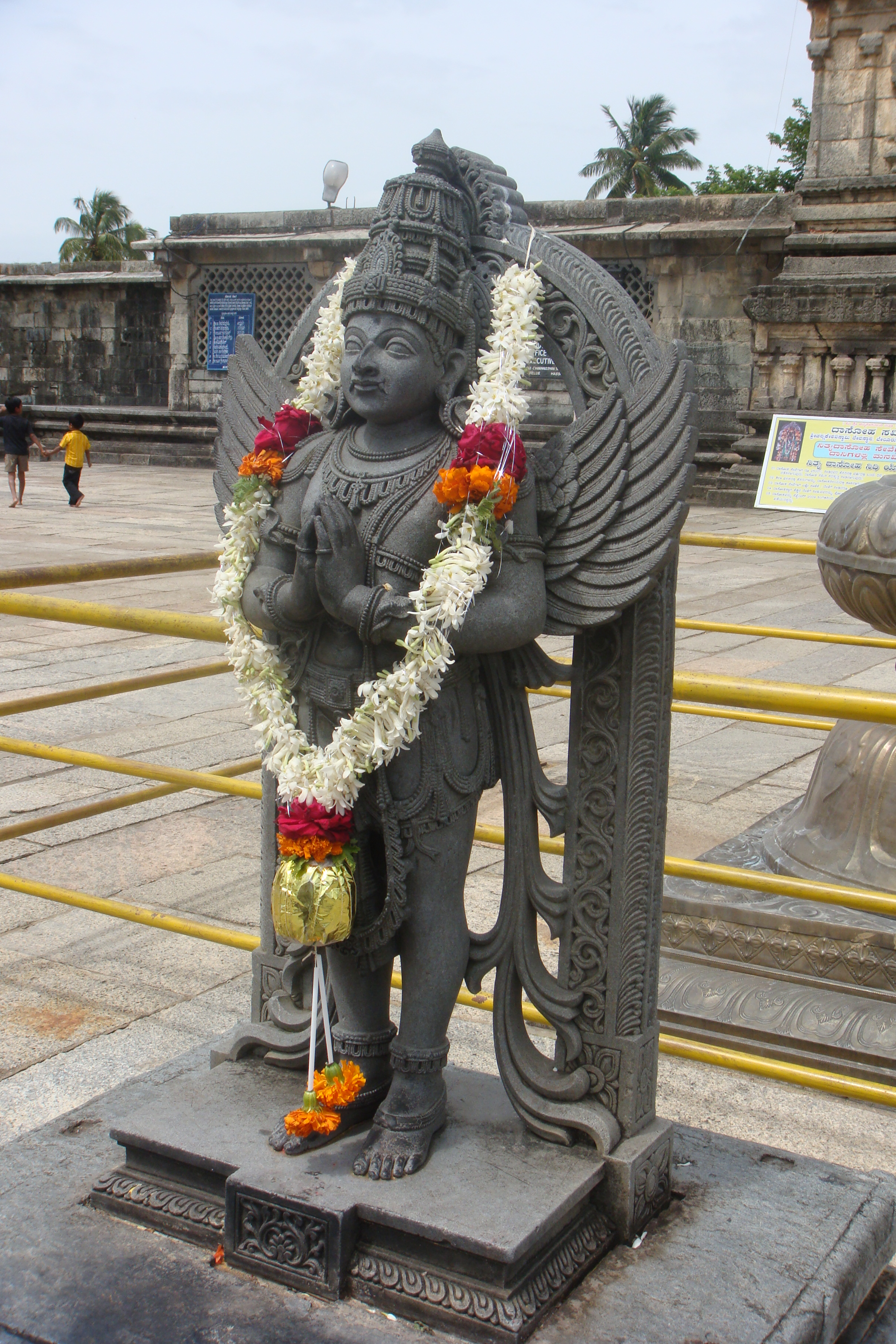
گارودا بِلور، هند
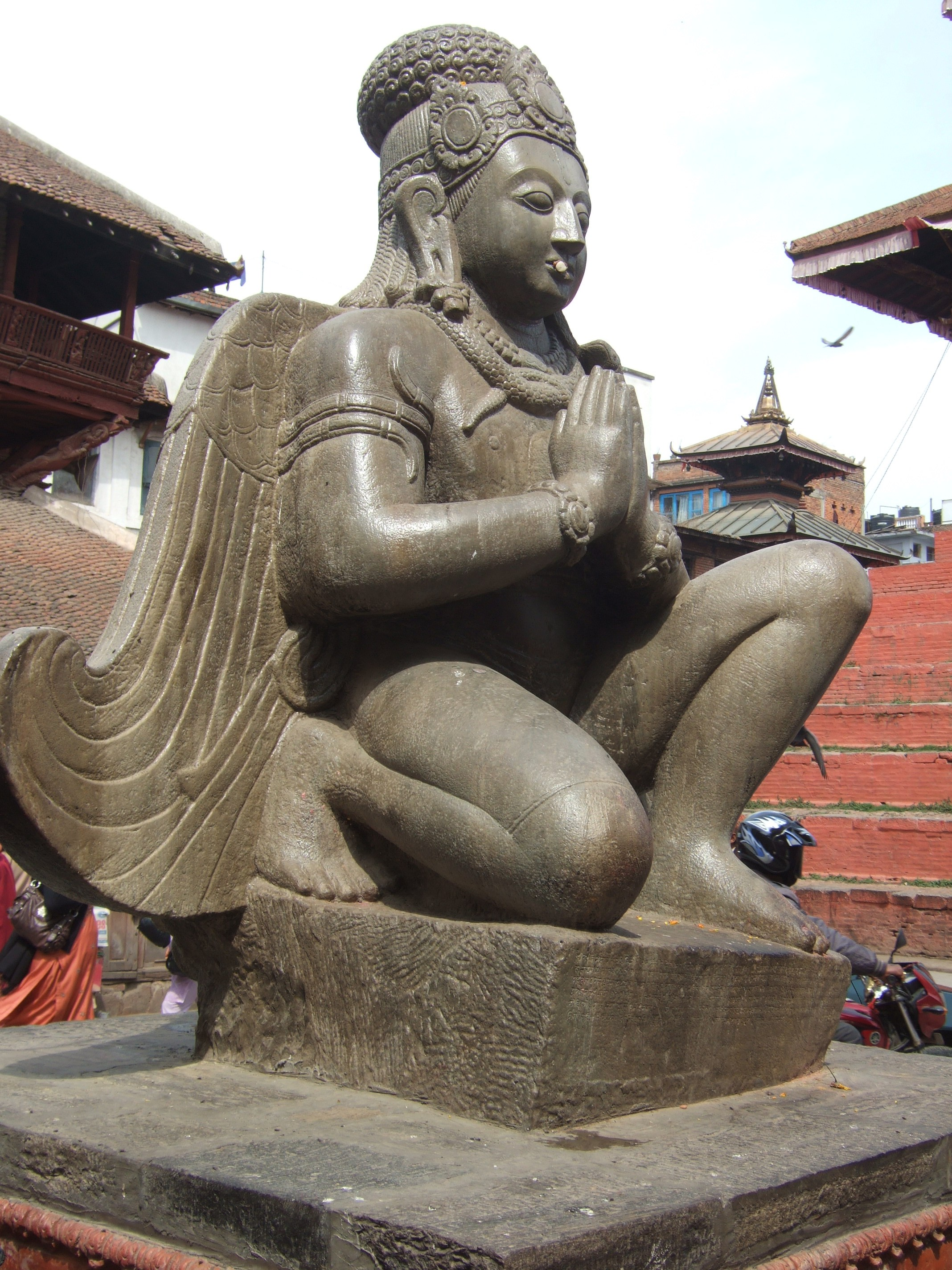
میدان دربار، کاتماندو
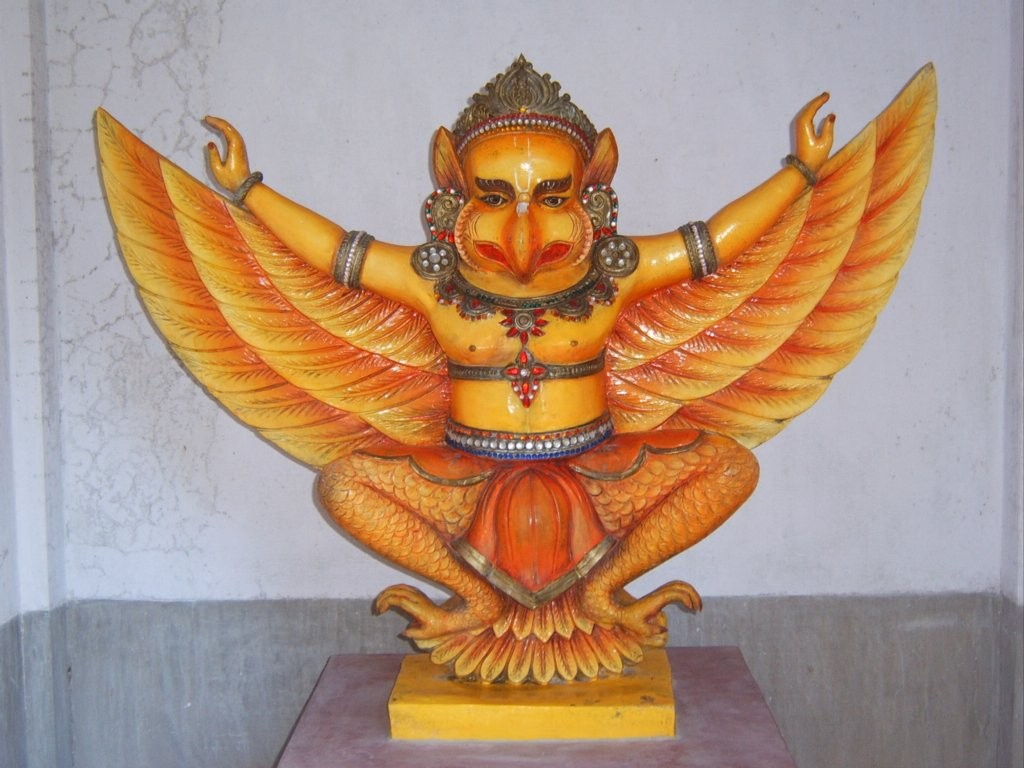
مورتی گارودا در بنگال غربی، هند
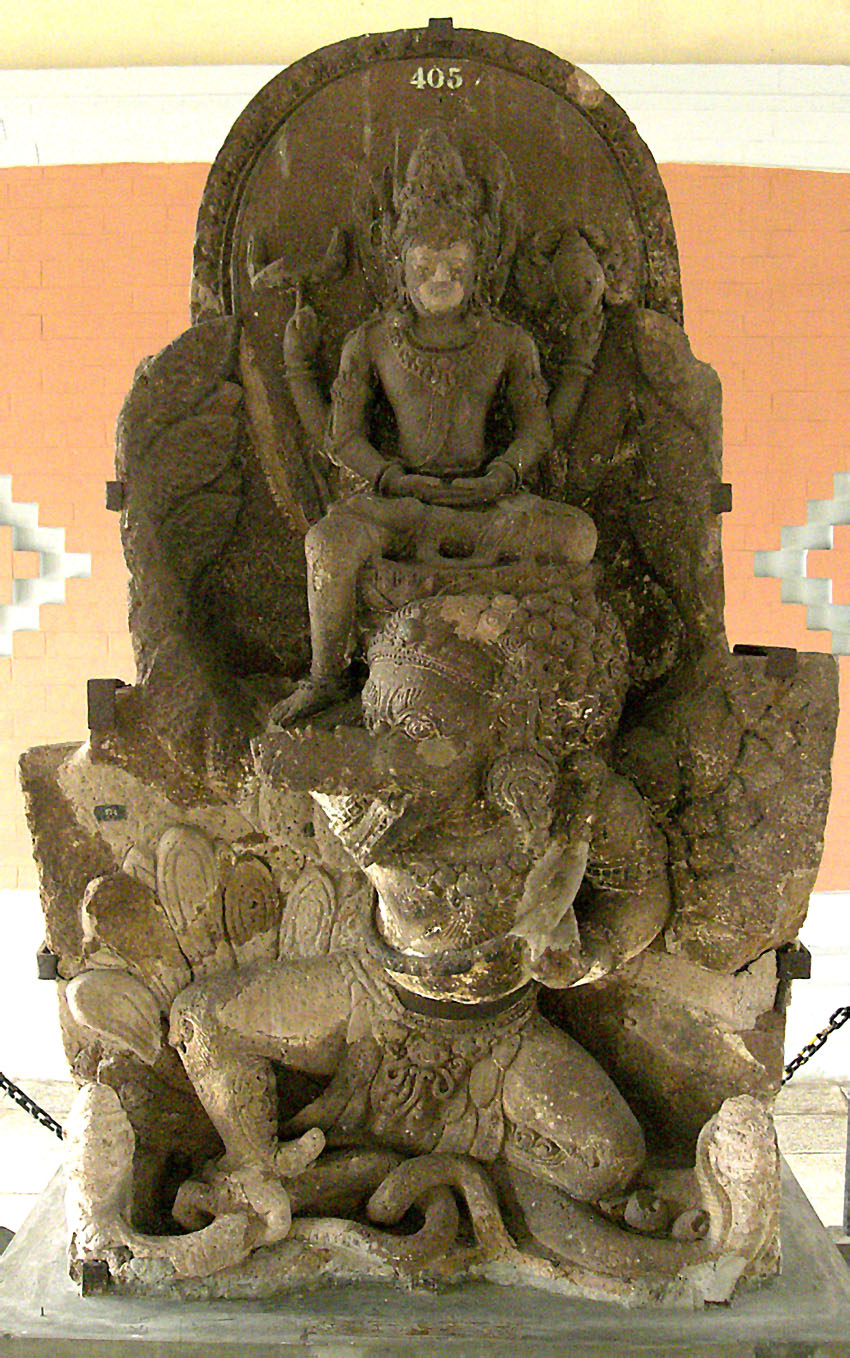
ایرلانگا شاه به تصویر کشیده به شکل ویشنو بر روی گارودا، جاوه شرقی قرن یازدهم میلادی
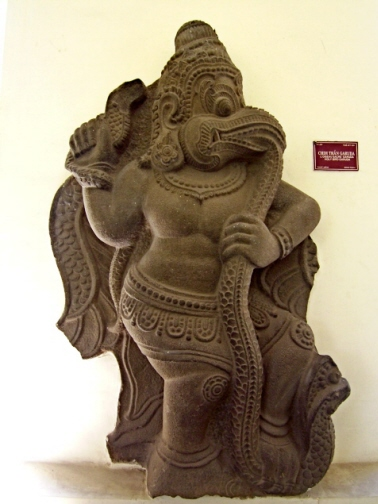
گارودا در حال بلعیدن یک مار، مجسمه سبک هنر چامپا، قرن سیزدهم میلادی
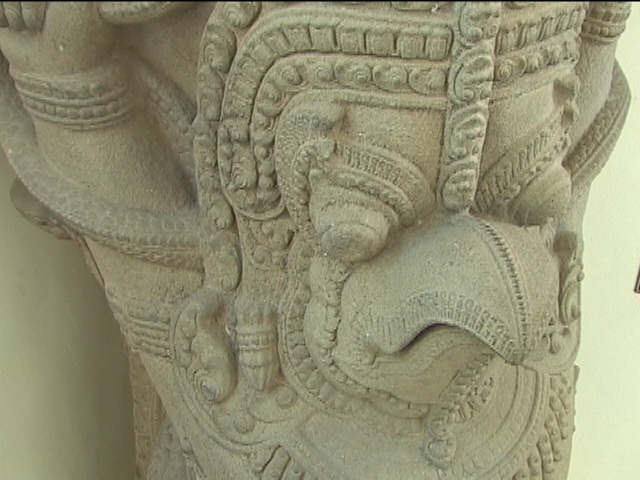
گارودا به عنوان یک ستون پهلوان‌پیکر، مجسمه سبک تاپ مام، هنر چامپا، قرن دوازدهم میلادی
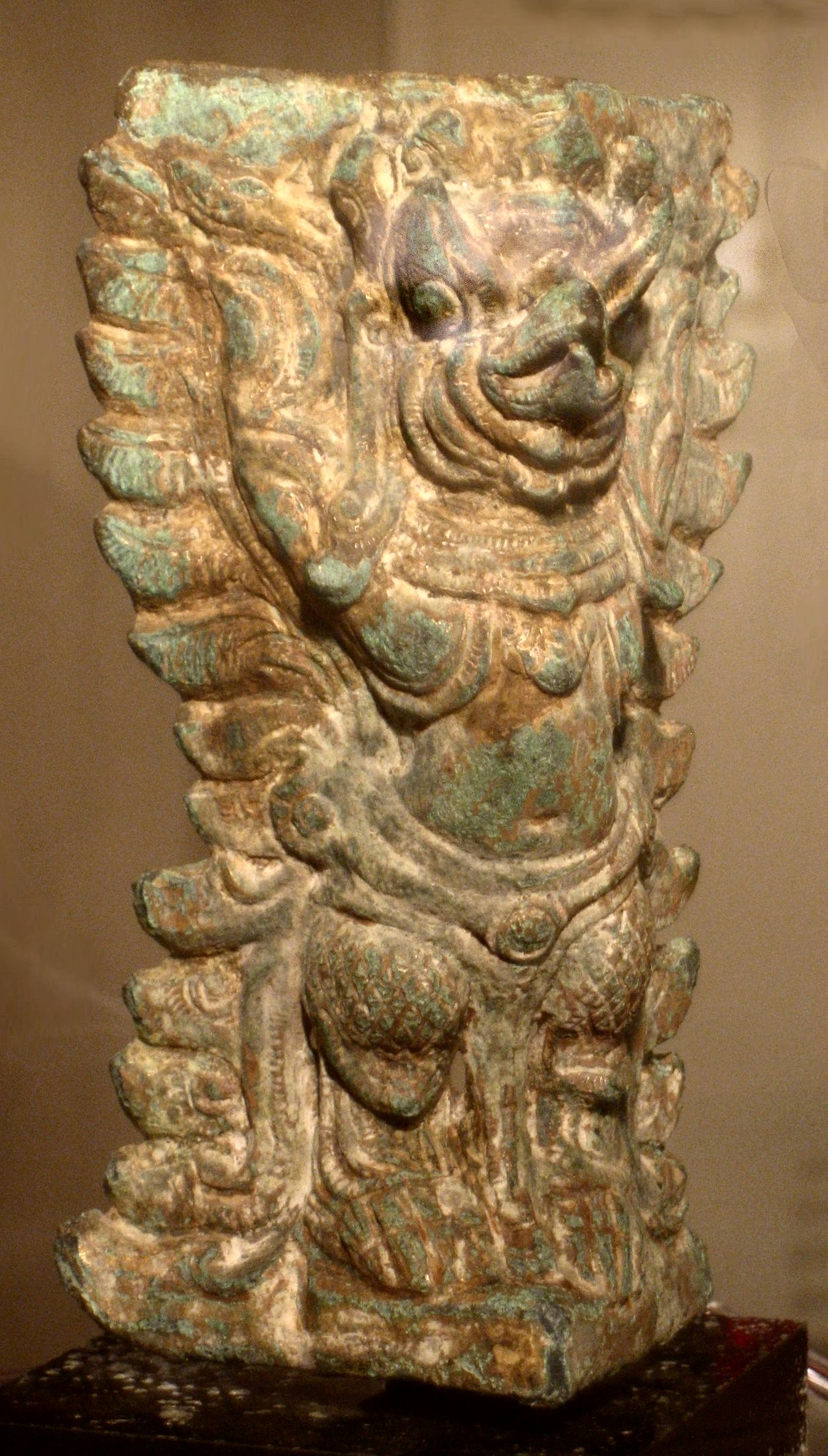
گارودا، برنز زراندود،  امپراتوری خمر، موزه جان یانگ، دانشگاه هاوایی در مانوا، قرن دوازدهم یا سیزدهم میلادی
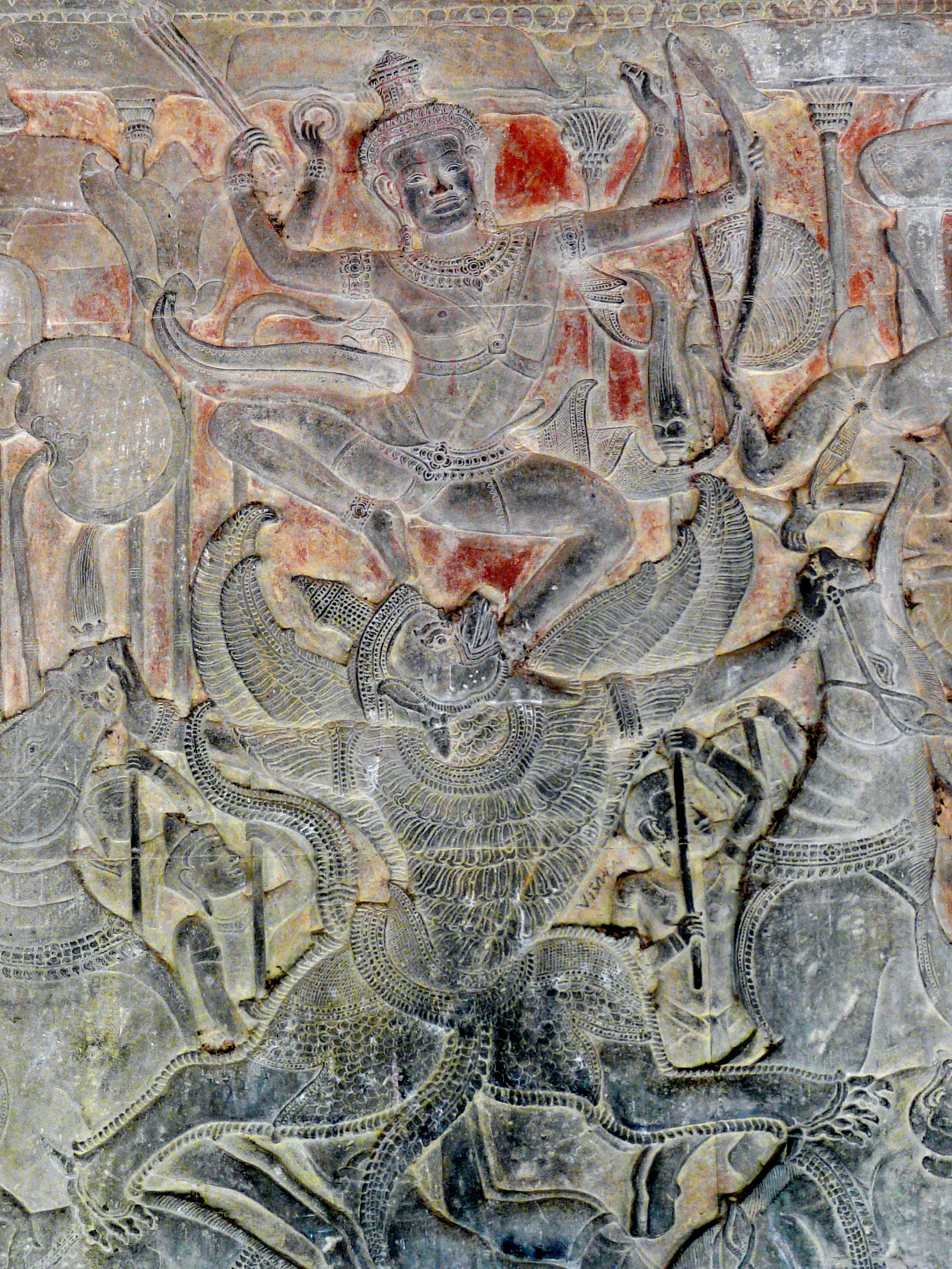
ویشنو در حال نبرد بر روی گارودا، حجاری در آنگکور وات، کامبوج،  قرن دوازدهم میلادی
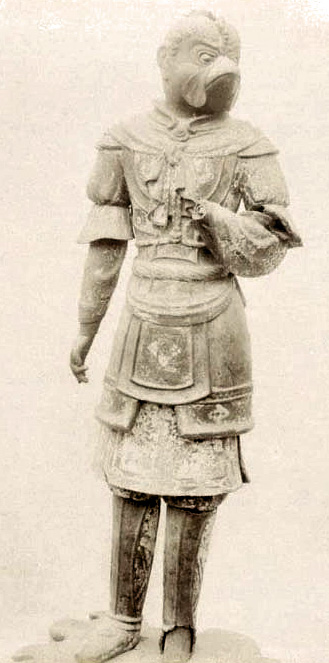
مجسمه بدون بال از گارودا یا کارورا در معبد کوفوکو جی، نارا، ژاپن، قرن ۸ میلادی
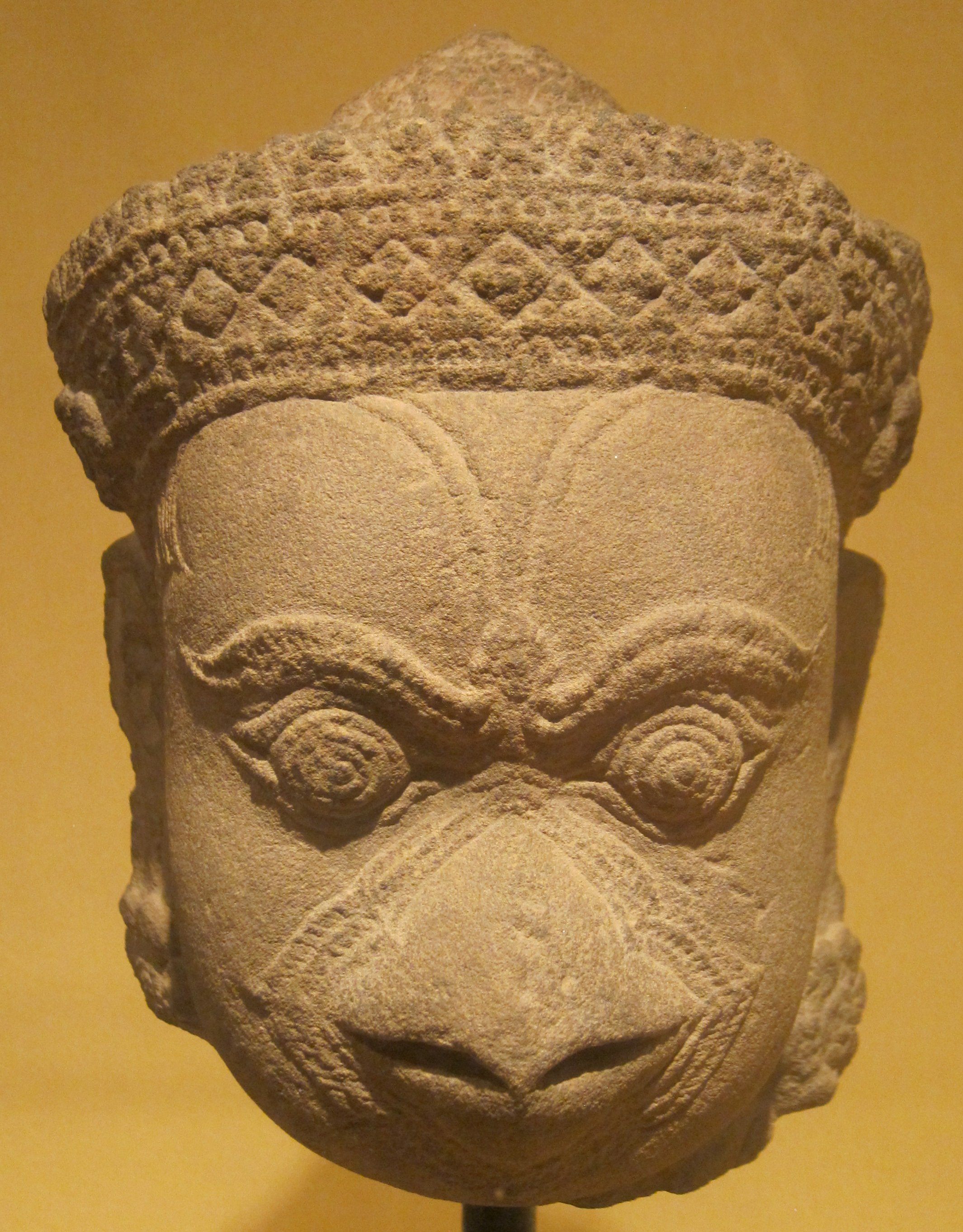
سر گارودا، موزه هنر هونولولو، قرن چهاردهم میلادی
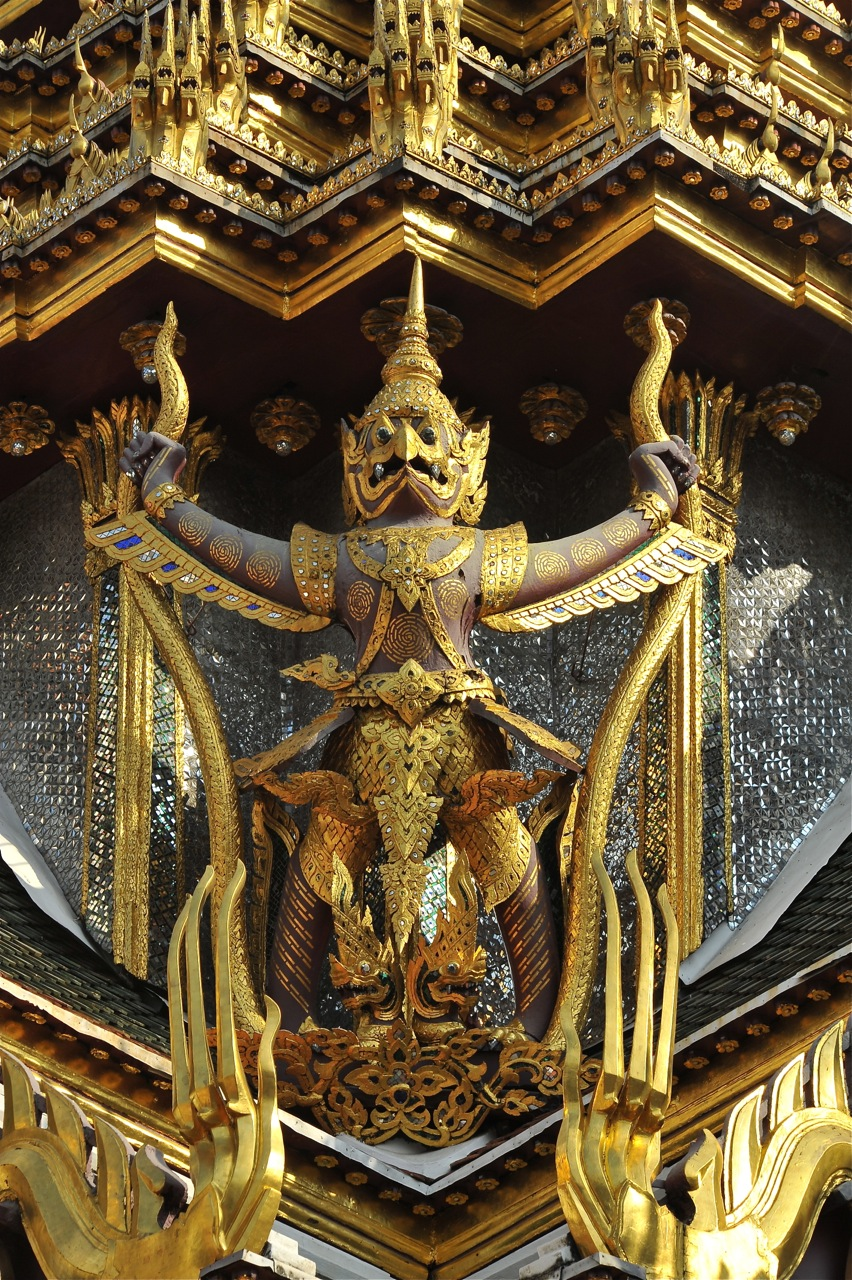
گارودا در چاکری ماها پرست هال در کاخ بزرگ، بانکوک
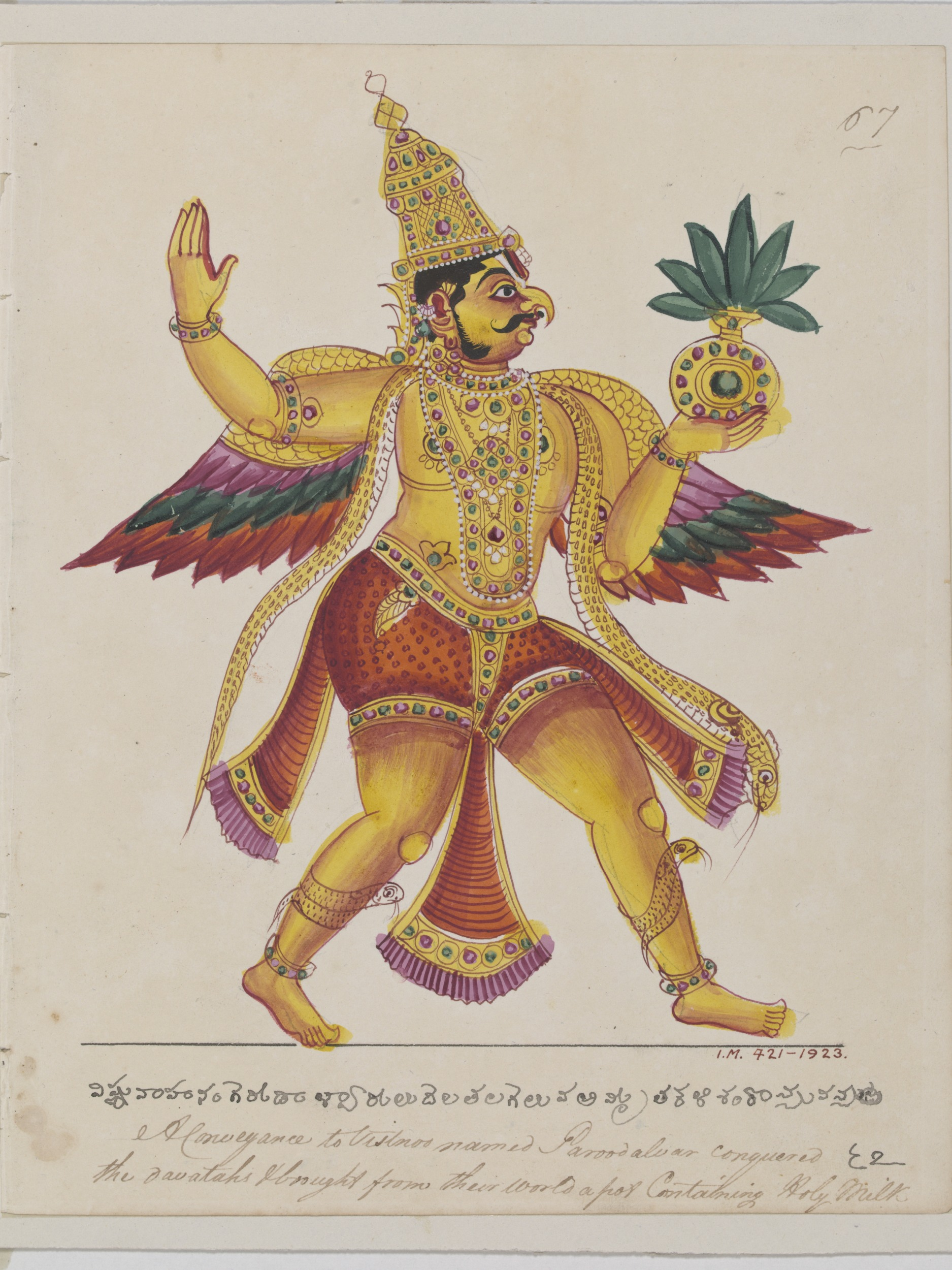
گارودا همراه با جام اَمریت یا آب زندگانی بازمی‌گردد
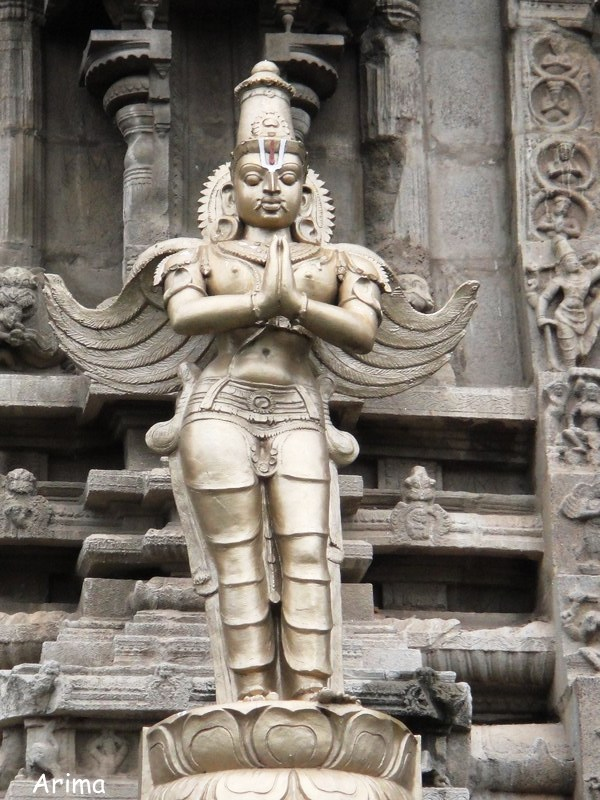
گارودا در معبد سریویللیپوتور تامیل نادو، هند
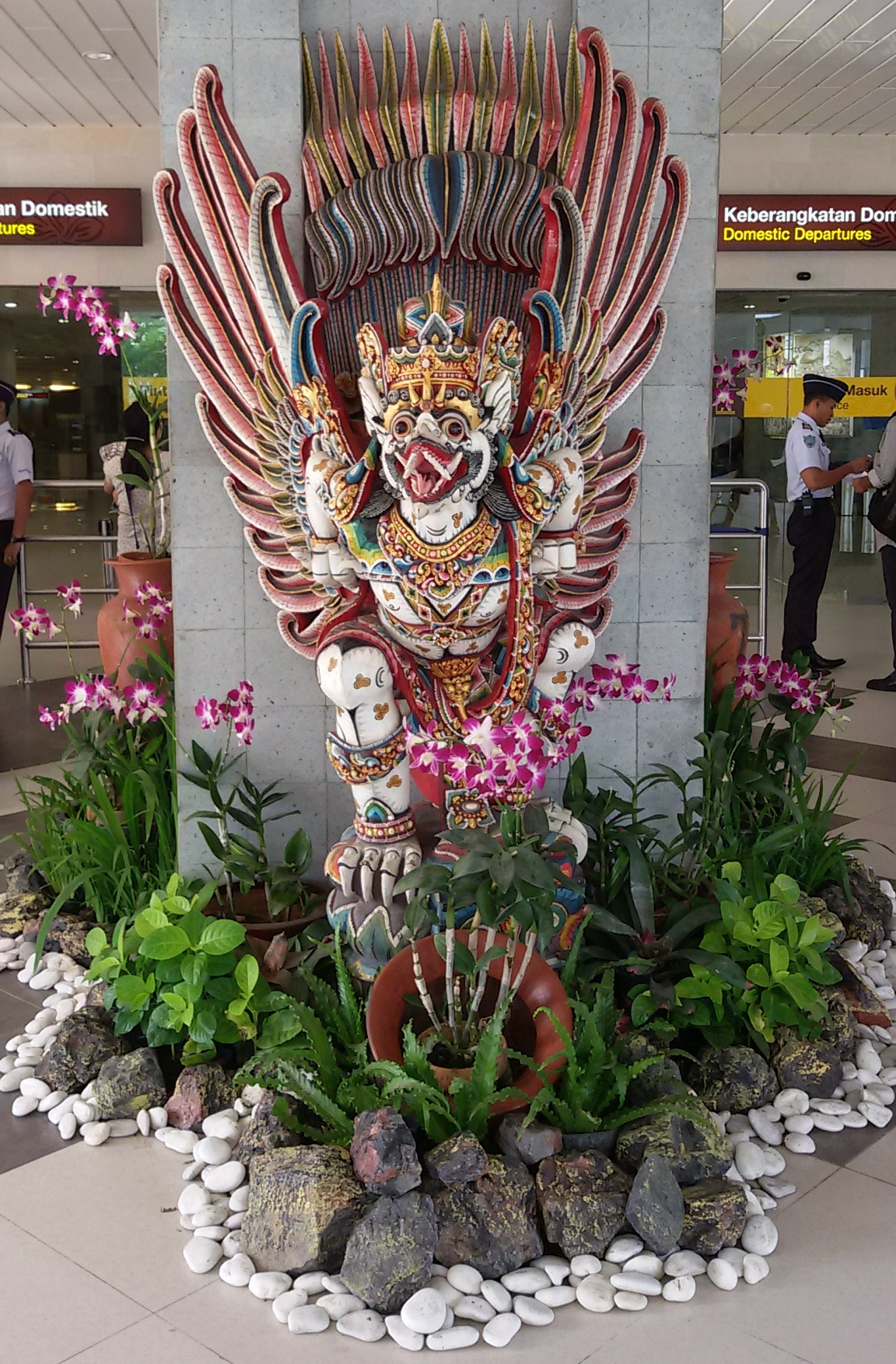
مجسمه بالیایی گارودا در فرودگاه بین‌المللی انگوراه رای، اندونزی